# Lirim Zendeli
Lirim Zendeli (Bochum, 18 oktober 1999) is een Duits-Albanees autocoureur. In 2018 werd hij kampioen in het ADAC Formule 4-kampioenschap.

## Carrière
Zendeli begon zijn autosportcarrière in het karting in 2010. In zijn thuisland werd hij in 2013 derde in de KF3-klasse van de ADAC Kart Masters en in 2014 won hij de KFJ-klasse van dit kampioenschap. Dat jaar maakte hij ook de overstap naar Europese kampioenschappen en nam hij onder meer deel aan het CIK-FIA-wereldkampioenschap in de KF Junior-klasse. In 2015 sloot hij zijn kartcarrière af in de KF-klasse van de South Garda Winter Cup, waar hij elfde werd.
In 2016 stapte Zendeli over naar het formuleracing en maakte zijn Formule 4-debuut in het ADAC Formule 4-kampioenschap bij het team ADAC Berlin-Brandenburg. Hij eindigde regelmatig in de top 10 en behaalde een podiumplaats met een tweede positie in het voorlaatste raceweekend op het Circuit Park Zandvoort. Met 74 punten eindigde hij op de dertiende plaats in het kampioenschap. In de rookieklasse behaalde hij vijf overwinningen en werd hier vijfde in de eindstand met 255 punten.
In 2017 reed Zendeli een dubbel programma in zowel het ADAC- als het Italiaanse Formule 4-kampioenschap voor ADAC Berlin-Brandenburg. In het ADAC-kampioenschap behaalde hij drie zeges op de Motorsport Arena Oschersleben, de Nürburgring en de Hockenheimring. Met twee andere podiumplaatsen werd hij achter Jüri Vips, Marcus Armstrong en Felipe Drugovich vierde in het klassement met 164 punten. In het Italiaanse kampioenschap behaalde hij twee podiumplaatsen op de Adria International Raceway en het Autodromo Enzo e Dino Ferrari en scoorde hij 114 punten, maar werd hij niet opgenomen in het eindklassement omdat hij niet deelnam aan het laatste raceweekend op het Autodromo Nazionale Monza.
In 2018 kwam Zendeli enkel uit in het ADAC Formule 4-kampioenschap en stapte hierin over naar het team US Racing – CHRS. Hij domineerde het seizoen met tien overwinningen en drie andere podiumplaatsen uit 21 races en werd met 348 punten kampioen in de klasse, 114 punten meer dan de nummer twee Liam Lawson.
In 2019 maakte Zendeli zijn Formule 3-debuut in het nieuwe FIA Formule 3-kampioenschap, waarin hij uitkwam voor het Sauber Junior Team by Charouz. Op de Red Bull Ring behaalde hij zijn enige puntenfinishes met een achtste en een zevende plaats in de races. Hij eindigde als achttiende in het klassement met 6 punten.
In 2020 bleef Zendeli actief in de FIA Formule 3, maar stapte hij hierbinnen over naar het team Trident. Hij scoorde twee podiumplaatsen op de Red Bull Ring en Silverstone, voordat hij op Spa-Francorchamps zijn eerste pole position en overwinning in het kampioenschap boekte. In de seizoensfinale op het Circuit Mugello behaalde hij eveneens de pole position. Met 104 punten werd hij achtste in het kampioenschap.
In 2021 maakte Zendeli de overstap naar de Formule 2, waarin hij uitkwam voor het team MP Motorsport. Hij behaalde viermaal punten, met twee zevende plaatsen op het Circuit de Monaco en Monza als beste resultaten. Hij moest echter de laatste twee raceweekenden missen vanwege sponsorproblemen; hij werd vervangen door Clément Novalak. Met 13 punten werd hij zeventiende in de eindstand.
In 2022 begon Zendeli het seizoen zonder zitje, maar in het derde raceweekend van de FIA Formule 3 op het Circuit de Barcelona-Catalunya keerde hij terug in deze klasse bij het team van Charouz als vervanger van David Schumacher. Later dat jaar keerde hij tevens terug in de Formule 2 als vervanger van de geschorste Olli Caldwell tijdens het weekend op Spa-Francorchamps.
In 2023 verhuist Zendeli naar de Verenigde Staten, waar hij deelneemt aan het USF Pro 2000 Championship voor het team TJ Speed Motorsports.